# مجتمع برق هسته‌ای کراچی
مجتمع برق هسته‌ای کراچی (به انگلیسی: Karachi Nuclear Power Complex) یک نیروگاه هسته‌ای در پاکستان است که در کراچی واقع شده‌است.